# شیرین (همسر خسرو پرویز)
شیرین از ملکه های  پرنفوذ ساسانی و از معشوقه‌های مشهور و کامروای ادب فارسی است. نظامی، شیرین را ملکه ایرانی ارمنی‌الاصل دانسته و به نوشته منابع دیگر شیرین اصالتاً اهل شوش یا خوزستان و از مذهب مونوفیزیت بوده‌است. بر اساس روایت فردوسی شیرین بعد از ازدواج خسرو با مریم بر سر راه او قرار می‌گیرد و داستانهای جوانی شان را یادآوری می‌کند، و این گونه به حرمسرای شاه وارد می‌شود و در نهایت مریم را مسموم کرده و می‌کشد. شیرین بر اساس نوشته‌های داستانی، بسیار زیبا و مورد مهر و پرستش خسرو پرویز بود. سبئوس از او با عنوان ملکه بزرگ یاد کرده‌است.

## شیرین در منابع
بنا به منابع، شیرین در ابتدای پادشاهی خسرو با وی رابطه داشت و با اینکه مقامی پایین‌تر از شاهدخت مریم دختر موریس امپراتور روم که همسر نخست خسرو بود داشت اما از جهت علاقه وافری که خسرو به وی ابراز می‌کرد نفوذش در خسرو بی‌اندازه بود. ثعالبی گوید:خسرو در ایام ولیعهدی به عشق شیرین گرفتار بود تا آنکه به آشوب بهرام چوبین گرفتار گشت و مدتی شیرین را از یاد برد اما بعد از اینکه تخت شاهی را پس گرفت وی را بلافاصله به زنی گرفت و همه جان و دل به او سپرد و او را چون مردمک چشم عزیز می‌داشت؛ بزرگان را این ازدواج ناخشنود آمد چرا که عقیده داشتند شیرین که دوشیزه و باکره بود خود را بدون نکاح در اختیار خسرو نهاده بود و با او عشق می‌باخت و چنین زنی در خور شان ازدواج با پادشاه نیست اما خسرو گفت که او بخاطر من بدنام گشته و حالا که با ما ازدواج کرده چون جام زرینی پاک و پاکیزه گشته‌است و بزرگان سخن وی را تأیید کردند
فردوسی نیز این سخنان را در شاهنامه به زیبایی تمام به نظم درآورده است. در نهایت شیرین به خاطر حسادت به مریم بعد ۱ سال او را به‌طور ناشناسی (احتمالا با زهر) به قتل می‌رساند.
ز مریم همی‌بود شیرین بدرد
همیشه ز رشکش دو رخساره زرد
به فرجام شیرین ورا زهر داد
شد آن نامور دخت قیصرنژاد
ازان چاره آگه نبد هیچ‌کس
که او داشت آن راز تنها و بس
چو سالی برآمد که مریم بمرد
شبستان زرین به شیرین سپرد
شیرین مادر ۴ یا ۵ تن از پسران خسروپرویز به نام‌های شهریار، مردانشاه، نستور، فرود و احتمالاً فرخزاد خسرو پنجم و مادربزرگ یزدگرد سوم بود؛ همچنین آمده‌است که شیرین در ابتدا باردار نمی‌شد. پزشکی رومی بنام گابریل سنجاری رئیس پزشکان دربار خسرو پرویز، موفق به درمان او شده و شیرین فرزندی یافت که او را مردانشاه نامیدند و سپس فرزندان دیگری زایید. از آن پس مرتبه و مقام گابریل، در نزد خسرو، بسیار بالاتر رفت. گابریل، ابتدا کیش نسطوری داشت و سپس مسیحی یعقوبی شده و بشدت از این فرقه حمایت می‌کرد. شیرین نیز تابع عقیده یعقوبی شد و این فرقه در دربار به‌جای فرقه نسطوری تسلط پیدا کرد.

## شیرین از حیث زیبایی
مورخان او را یکی از زیباترین زنان طول تاریخ نام برده‌اند که آوازه زیباییش در همه جا به‌طور چشمگیر گسترده بود. ثعالبی در باب او گوید «... و شیرین که گلستان زیبایی و ماهپاره‌ای بود که مانند او در خوبروئی و برازندگی دیده نشده‌است» پرستارانش گواهی می‌دهند که از زمان هوشنگ به این سو، یعنی ازآغاز خلقت، ماهرویی چون او «بر تخت ناز» ننشسته‌است.
بلعمی گوید: تمام روم و ترک را گشتند و نیافتند از وی نیکوتر و خوشخوی‌تر؛ این زن همان بود که فرهاد سپهبد فریفته آن شد و خسرو چون گناهی برای کشتن وی پیدا نکرد او را به کندن کوه بیستون گماشت تا جان سپرد.
یاقوت حموی می‌نویسد که خسروپرویز سه چیز داشت که برای هیچ‌یک از شاهان قبل و بعد نبوده و نخواهد بود: اسب وی شبدیز، زن ماهروی وی شیرین که زیباترین مخلوق خدا بود، و خنیاگر وی باربد. در کتاب مجمل التواریخ و القصص آمده‌است: «... و شیرین که تا جهان بود کس به زیبایی او صورت نشان نداده‌است». ابوبکر خوارزمی گوید: «از کثرت زیبایی هر بار که ظاهر می‌شود یادآوری می‌کند که طلوع آفتاب گستاخی است. با وجود گذشتن سنوات جوانی بر زیباییش روز به روز می‌افزاید همچنان که شراب هر چه کهنه‌تر شود مطبوع تر است».فردوسی گوید که پرویز جز شیرین هیچ‌کدام از دختران بزرگان و شاهان را نمی‌پسندید:
| پسندش نبودی جز او در جهان |  | ز خوبان و از دختران شهان |

نظامی در باب وی گوید:
| شب افروزی چو مهتاب جوانی    |  | سیه چشمی چو ماه زندگانی    |
| در آن مجلس که او لب برگشادی |  | نبودی کس که حالی جان ندادی |
| کسی را کان سخن در گوش رفتی  |  | گر افلاطون بدی از هوش رفتی |

## شیرین در ادبیات

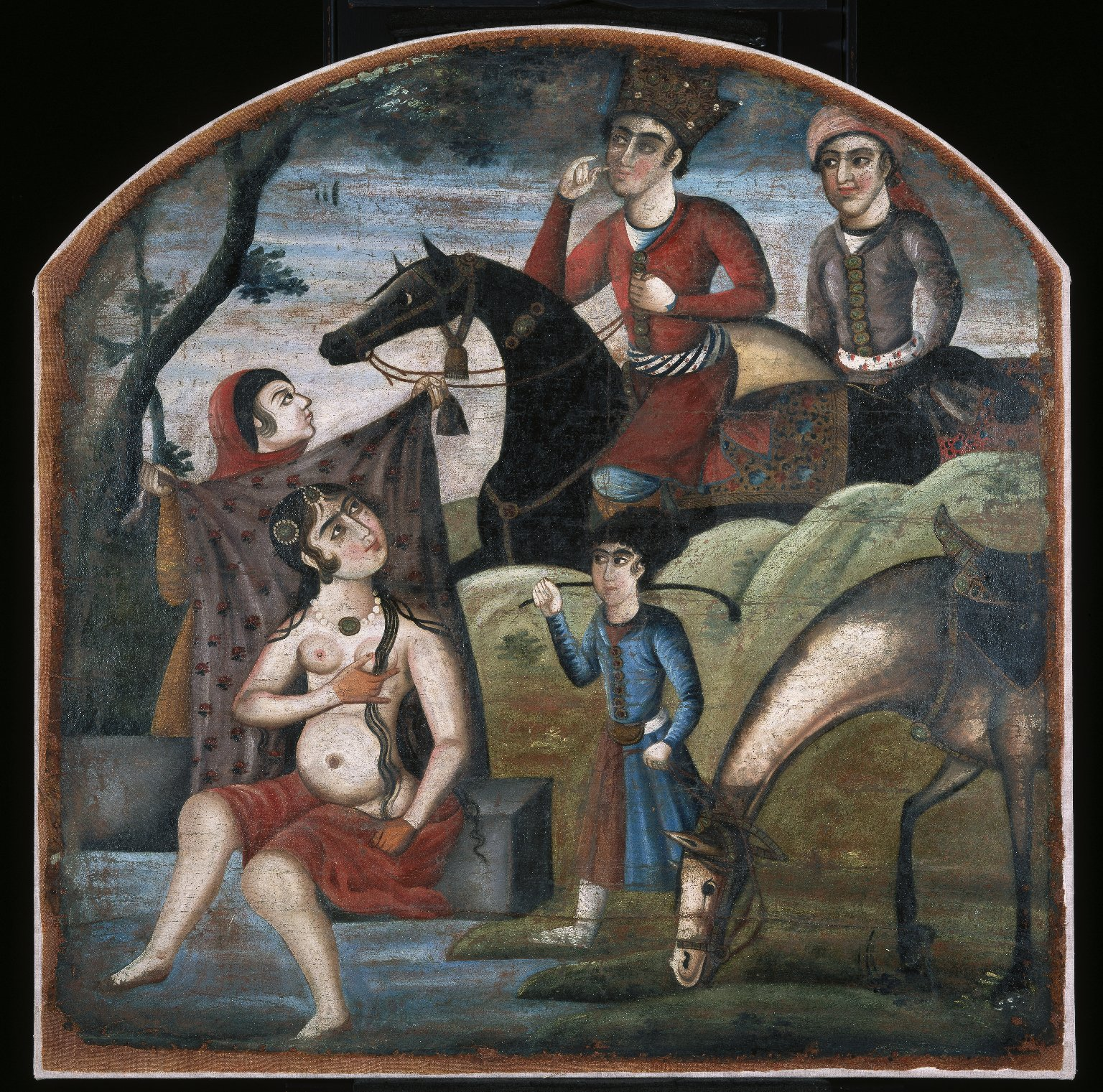
خسرو شیرین را در حال حمام می‌یابد، نسخه‌ای مربوط به سده هجدهم در موزه بروکلین

خصایصی چون عشق، صلابت، استواری، صبر، وفاداری به شوهر و پاکدامنی و مرگ پرافتخارش او را به زنی اعلا و آرمانی در تاریخ و ادبیات بدل کرده‌است. به روایت نظامی گنجوی شیرین بزرگ زاده‌ای از تبار شاهان ارمنستان بود که بعدها نیز یک چند به جای عمه‌اش بر تخت نشست اما بعد از ازدواج با خسرو فرمانروایی بر ارمنستان را رها کرد. براساس همین روایت او زنی پاکدامن و وفادار و صبور بود و وفاداری و عشق خالص او به خسرو زبانزد بود. در منظومهٔ نظامی حدیث وصال خسرو و شیرین پس از فراز و نشیب‌ها و دوری‌های فراوان، با آب و تاب بازگفته شده و صورتی بس عاشقانه به خود، گرفته‌است.
چهره شیرین در شاهنامه استوارتر و با صلابت تر است هر چند از او در شاهنامه کم سخن به میان رفته اما او نماد یک زن نمونه است که همواره در کنار و همدم شوهر خویش است و جز او مهر کسی را در دل ندارد به حدی که وقتی شیرویه پس از مرگ پدر به او پیشنهاد همخوابگی و اعتبار و ثروت‌های کلان دوره پدرش را می‌دهد او مرگ در کنار تنها عشقش را به خفت همخوابگی با شیرویه ترجیح می‌دهد و به چهره ای آرمانی مبدل می‌گردد.
شاعران و مورخان زیادی در باب او شعرها سروده و داستان سرایی‌ها کرده‌اند.

## جریان عشق فرهاد به وی

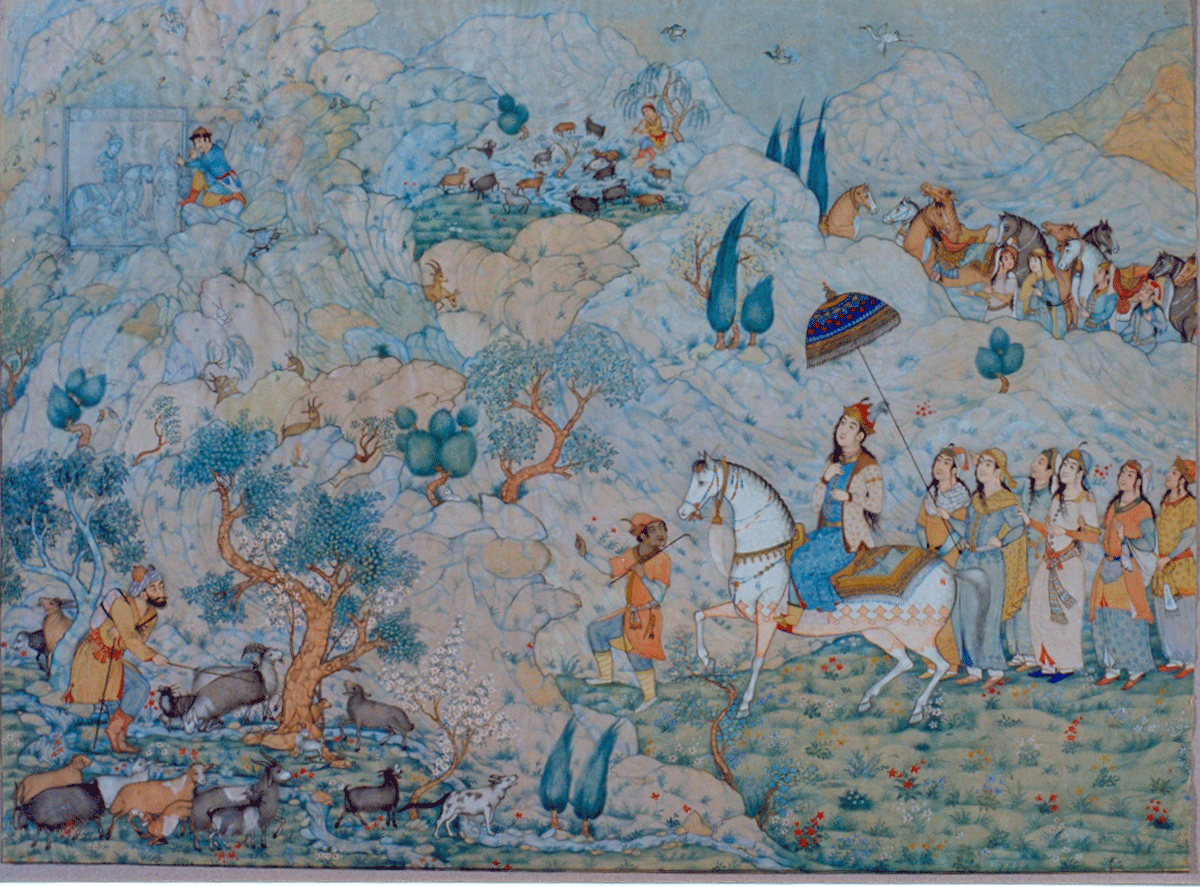
شیرین و فرهاد کوه‌کن اثر حسین بهزاد

به گفته نظامی و برخی مورخان فرهاد که مهندسی برجسته در سنگ‌تراشی و نگارگری بود در مأموریتی دل در گرو عشق شیرین بست و شیفته وی شد (به عقیده نظامی این جریان زمانی اتفاق افتاده بود که شیرین هنوز به ازدواج رسمی با خسرو درنیامده بود و در کاخی در بهیستون اقامت داشت) خسروپرویز از این جریان اطلاع یافت و خشمگین شده اما چون جرمی برای کشتن او ندید او را فریفت و به کندن کوه بیستون واداشت، با این شرط که اگر در این کار توفیق یافت دل از عشق شیرین می‌کشد، اما امید او به این بود که جان بر سر این کار ببازد. فرهاد با شوق و توانایی خاصی به این کار پرداخت و پاره‌های سنگین کوه را که ده مرد از برداشتن آن عاجز بودند، کَند. گویند به تحریک خسرو پرویز پیرزنی به دروغ خبر مرگ شیرین را به او داد و فرهاد به شنیدن این خبر تیشهٔ خود را بر فرق خویش کوبید و در دم جان سپرد.

## ولیعهدی پسرش مردانشاه
طبق منابع، نفوذ شیرین بر خسرو به حدی بود که در سال ۶۲۷ میلادی خسرو پسرش مردانشاه را که از شیرین زاده شده بود به‌جای شیرویه پسر ارشدش که از ماریا (مریم) همسر رومی‌اش بود به عنوان ولیعهد و جانشین بعد از خود انتخاب نمود، این کار بعدها موجب توطئه ای خونین در دربار شد و شیرویه بعد از نیل به مقصود خود و بدست آوردن تاج و تخت شاهی نخست مردانشاه برادر ناتنی‌اش که ولیعهد قانونی بود را کشت و سپس ۱۷ برادر تنی و ناتنی‌اش را.

## مرگ
شیرویه پسر خسروپرویز که از مریم رومی بود، و پس از مرگ پدر شاه شد به شیرین چشم داشت، با آنکه بیش از پنجاه بهار از عمر شیرین گذشته بود اما همچنان بسیار جذاب و دلربا بود و بقول ابوبکر خوارزمی هر چه بر سنش می‌افزود روز به روز زیباتر می‌شد پس کس نزد شیرین فرستاد که یا به زناشویی من درآ یا مجازات شو که اگر به زنی من درآیی تو را
همچون دوران پدر سرور زنان کنم و حتی بیشتر به تو بخشم شیرین که در ظاهر به خواست شیرویه رضا داده بود دو شرط برای او گذاشت و ان دو شرط این بود: نخست اینکه اموال و دارایی‌های او و فرزندانش را که غصب کرده‌اند به وی بازگردانند دوم اینکه پیش از آنکه پرویز را به خاک سپارند به مزار او برود و شیرویه با کمال میل پذیرفت. پس شیرین اموال خود را به نیازمندان بخشید و کنیزان و خدمتکارانش را آزاد کرد، آن‌گاه بهترین و پاکیزه‌ترین لباسهایش را پوشید و خود را به زیبایی تمام بیاراست و انگشتری که در زیر نگینش زهری کشنده جا داده بود در انگشت کرد و به مزار خسرو درآمد کالبدش را در آغوش گرفت با دندان نگین را کند و زهر را نوشید و درحالیکه دست در گردن خسرو داشت جان سپرد… خبر آن را به شیرویه رسانیدند، دریغ و افسوس گفت و دستور داد شیرین را همانگونه که هست در کنار پیکر خسرو بازگذارند و در دخمه را ببندند و چنان کردند. (ثعالبی: ص ۴۰۳_۴۰۴)
مرگ شیرین به روایت نظامی گنجوی
شیرین پس از قبول کردن شرط شیرویه مبنی بر ازدواج با وی، روز دفن خسرو که مصادف با تاج گذاری و شروع رسمی سلطنت شیرویه بود پس از آزاد کردن کنیزان و بخشیدن اموالش به آنها چنان خود را بیاراست و خنده بر لب داشت که همگان از رفتار او حیرت زده بودند. در این مراسم شیرین به داخل آرامگاه خسرو رفته و از موبدان خواست تا برای مدتی او را با خسرو تنها گذارند، سپس  لب های خسرو را بوسید و با خنجری جگر خود را پاره کرد و دست در دست خسرو جان داد. شیرویه پس این واقعه دستور داد تا با احترام خسرو و شیرین را در یک مقبره دفن کنند. 

## مکان‌های یادبود شیرین و فرهاد
در کرمانشاه ایران مکان‌های زیادی وجود دارد که در فرهنگ عمومی مردم کرد به داستان عاشقانهٔ شیرین و فرهاد منسوب شده یا ساخت آن به فرهاد منتسب شده‌است. در منطقه کرمانشاه داستان شیرین و فرهاد جایگاه بالایی در فولکلور کردی و فرهنگ مردم دارد.
- فرهاد تراش در مجموعهٔ بیستون.
- فرهاد تراش در پارک شهر هرسین.
- دخمهٔ شیرین و فرهاد در صحنه.
- طاق شیرین و فرهاد در روستای چهل زرعی، تنگ کوشک، در زرنهٔ استان ایلام.[۱۲]
- کاخ خسرو در قصر شیرین.
- درخت شیرین و فرهاد در طاق‌بستان کرمانشاه.[۱۳]
- طاق شیرین در ریجاب کرمانشاه
- دخمه سنگی فرهاد در روستای سنگر ماکو
- غار فرهاد (ایوان فرهاد) در شاهین‌دژ

### کاخ شیرین در قصر شیرین

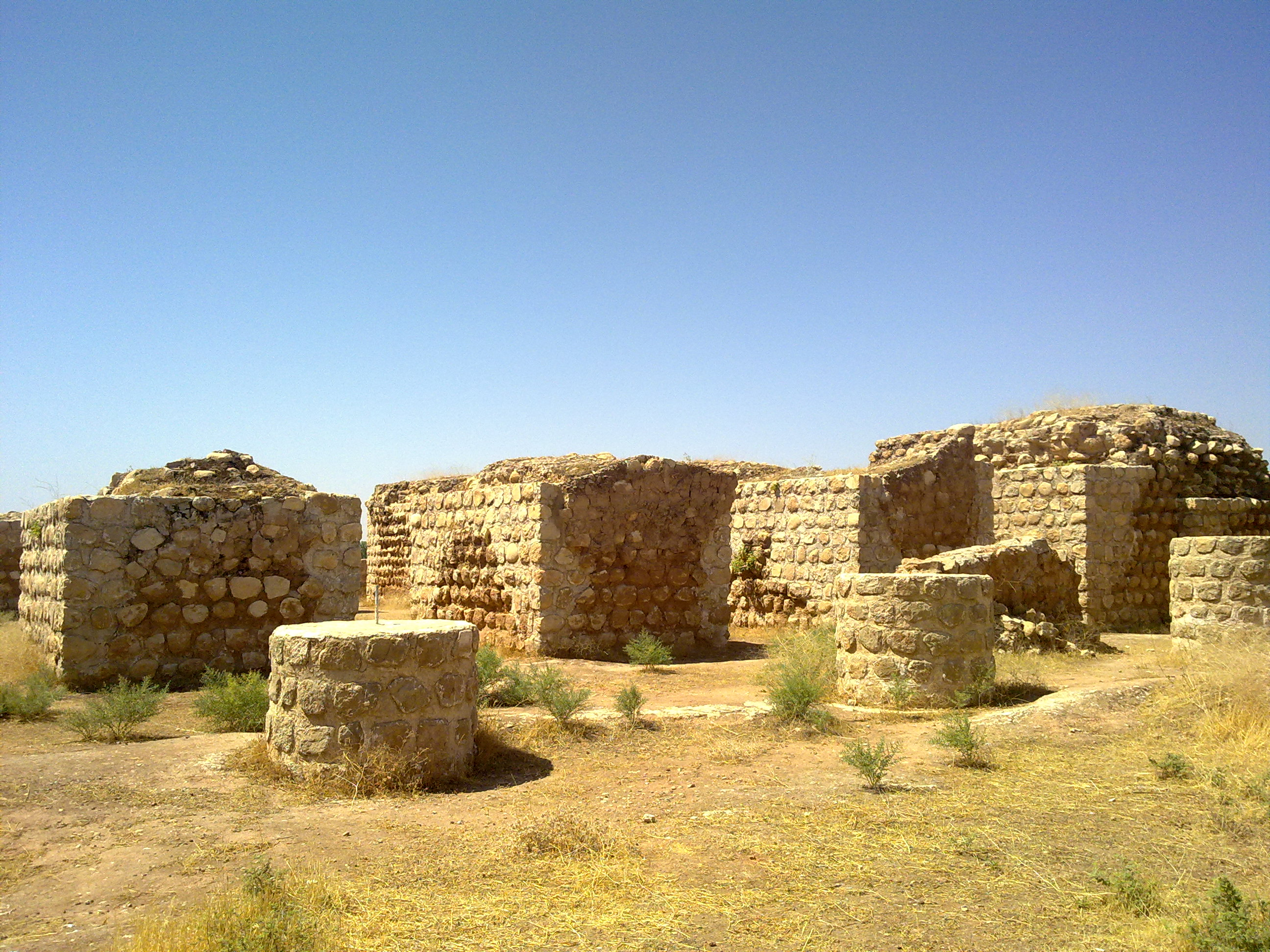
نقشه بازسازی شده از کاخ خسروشیرین

کاخ خسرو و عمارت خسرو یا قصر شیرین در شهرستان کنونی قصر شیرین به دستور خسروپرویز به عنوان تفرجگاه و محلی امن به دور از مسائل سیاسی و حکومتی برای آسایش همسر محبوبش شیرین در منطقه‌ای گرمسیر با زمستان‌های خوش آب و هوا ساخته شد که خرابه‌های آن در این شهرستان هنوز به جای مانده‌است. خسرو و شیرین و همراهان‌شان زمستان را در این منطقهٔ گرمسیری به تفریح و شکار و خوش‌گذرانی می‌پرداختند. شهرستان قصر شیرین نیز به علت مجموعه کاخ‌هایی که برای شیرین بنا شده‌است به این نام مشهور شده‌است.